# Egipto en los Juegos Mundiales de Breslavia 2017
Egipto fue uno de los 102 países que participaron en los Juegos Mundiales de 2017 celebrados en Breslavia, Polonia.
Egipto envió una delegación de 25 atletas, que participaron en seis deportes y ganaron un total de 3 medallas, 2 de plata y una de bronce, con lo cual se ubicaron en la posición 46 del medallero.
| Oro | Plata | Bronce |
| --- | ----- | ------ |
| 2   | 1     | 2      |

## Balonmano playa
| Categoría                     | Varonil |
| ----------------------------- | --- |
| Plantel                       | Eslam Ahmed Mohamed Saber Emam Essam ALY Hassanin Abdelaal You Seifeldin Elsaid Mahmoud Abousabaa Abdelrahman Mohamed Ali Ahmed Ali Elg Hany Salem Soliman Salama Mohamed Serageldeen Hoseen Abdela Mohamed Shaaban Bakir Imam Mohamed Akmal Shaaban Gaber Mohamed Eld Mohamed Tarek Abdelmnem Mohamed A Mohamed Wagih Ragab Ali Raslan |
| Fase de grupos                | # 0:2 # 0:2 # 0:2 |
| Cuartos de final              | # 0:2 |
| Juegos de posicionamiento     | # 0:2 |
| Partido por el séptimo puesto | # 0:2 |
| Posición final                | 8 |

## Billar
| Deportista   | Prueba                | Octavos de final | Octavos de final | Cuartos de final   | Cuartos de final | Semifinal        | Semifinal | Final / Tercer puesto | Final / Tercer puesto | Posición          |
| Deportista   | Prueba                | Oponente         | Resultado        | Oponente           | Resultado        | Oponente         | Resultado | Oponente              | Resultado             | Posición          |
| ------------ | --------------------- | ---------------- | ---------------- | ------------------ | ---------------- | ---------------- | --------- | --------------------- | --------------------- | ----------------- |
| Masculino    |                       |                  |                  |                    |                  |                  |           |                       |                       |                   |
| Sameh Sidhom | Carambola tres bandas | # Erick Téllez   | 40:25            | # Quyet Chien Tran | 40:36            | # Daniel Sánchez | 16:40     | # Dick Jaspers        | 40:26                 | Medalla de bronce |

## Karate
| Varonil           |              |                          |                |                                 |                |                             |                |                |                |                |                |                |
| Ahmed Shawky      | Kata         | Venezuela Antonio Díaz   | 1:4            | Francia Vu Duc Minh Dack        | 2:3            | Polonia Bartosz Maczka      | 5:0            | eliminado      | eliminado      | eliminado      | eliminado      | eliminado      |
| Omar Abdel Rahman | Kumite 75kg. | Basil Hernanit Verissimo | 0:2            | Fiyi Joji Veremalula            | 2:0            | Irán Aliasghar Asiabari     | 0:2            | eliminado      | eliminado      | eliminado      | eliminado      | eliminado      |
| Femenil           |              |                          |                |                                 |                |                             |                |                |                |                |                |                |
| Sarah Sayed       | Kata         | Japón Kiyou Shimizu      | 0:5            | Argelia Manel Kamilia Hadj Said | 4:1            | España Sandra Sánchez Jamie | 0:5            | eliminada      | eliminada      | eliminada      | eliminada      | eliminada      |
| Giana Lofty       | Kumite 50kg  | No se presentó           | No se presentó | No se presentó                  | No se presentó | No se presentó              | No se presentó | No se presentó | No se presentó | No se presentó | No se presentó | No se presentó |
| Yassmin Attia     | Kumite 55kg  | No se presentó           | No se presentó | No se presentó                  | No se presentó | No se presentó              | No se presentó | No se presentó | No se presentó | No se presentó | No se presentó | No se presentó |
| Giana Lofty       | Kumite 61kg  | No se presentó           | No se presentó | No se presentó                  | No se presentó | No se presentó              | No se presentó | No se presentó | No se presentó | No se presentó | No se presentó | No se presentó |

## Squash
| Femenil            |                    |     |                   |           |                 |           |           |           |           |           |           |           |
| Nadine Shahin      | Franziska Hennes # | 3:0 | Catalina Peláez # | 3:1       | Camille Serme # | 0:3       | eliminada | eliminada | eliminada | eliminada | eliminada |           |
| Masculino          |                    |     |                   |           |                 |           |           |           |           |           |           |           |
| Shehab Essam       | Rory Stewart #     | 3:0 | César Salazar #   | 0:3       | eliminado       | eliminado | eliminado | eliminado | eliminado | eliminado | eliminado |           |
| Ahmed Hany Hussein | Raphael Kandra #   | 0:3 | eliminado         | eliminado | eliminado       | eliminado | eliminado | eliminado | eliminado | eliminado | eliminado | eliminado |

## Sumo
| Varonil            |             |                    |            |                 |             |                          |           |                     |            |                        |                  |                      |            |                   |            |                  |           |           |           |           |           |           |           |           |           |           |
| Abouelrokb Fathy   | Peso ligero | Trent Sabo #       | Yorikiri   | Isao Shibaoka # | Tsukiotoshi | –                        | –         | Badral Baasandorj # | Yoritaoshi | –                      | –                | Abdelrahman Elsefy # | Yoritaoshi | Pawel Wojda #     | Yoritaoshi | 4                |           |           |           |           |           |           |           |           |           |           |
| Abdelrahman Elsefy | Peso ligero | Andrew Freund #    | Oshitaoshi | –               | –           | Joel Kindred #           | Oshidashi | –                   | –          | Batyr Altyev #         | Shitatedashinage | Abouelrokb Fathy #   | Yoritaoshi | Eliminado         | Eliminado  | Eliminado        | Eliminado | Eliminado | Eliminado | Eliminado | Eliminado | Eliminado | Eliminado | Eliminado | Eliminado | Eliminado |
| Misbah Hossam      | Peso medio  | Kena Heffernan #   | Yorikiri   | –               | –           | Giorgi Meshvildishvili # | Yorikiri  | –                   | –          | Usukhbayar Ochirkhuu # | Yoritaoshi       | –                    | –          | Atsamaz Kaziev #  | Yorikiri   | Medalla de plata |           |           |           |           |           |           |           |           |           |           |
| Ibrahim Abdellatif | Peso pesado | Michael Wietecha # | Oshidashi  | Eliminado       | Eliminado   | Eliminado                | Eliminado | Eliminado           | Eliminado  | Eliminado              | Eliminado        | Eliminado            | Eliminado  | Eliminado         | Eliminado  | Eliminado        | Eliminado | Eliminado |           |           |           |           |           |           |           |           |
| Ramy Belal         | Peso pesado | Mark Lawrence #    | Okuridashi | –               | –           | Avtandil Tsertsvadze #   | Kotenage  | –                   | –          | Soichiro Kurokawa #    | Tsukiotoshi      | –                    | –          | Vasilii Margiev # | Yorikiri   | Medalla de plata |           |           |           |           |           |           |           |           |           |           |

| Varonil            |              |                  |         |                   |            |           |           |           |           |           |           |           |           |           |           |           |           |           |           |           |           |           |           |           |           |
| Ibrahim Abdellarif | Peso abierto | –                | –       | Jacek Piersiak #  | Yorikiri   | Eliminado | Eliminado | Eliminado | Eliminado | Eliminado | Eliminado | Eliminado | Eliminado | Eliminado | Eliminado | Eliminado | Eliminado | Eliminado | Eliminado | Eliminado | Eliminado | Eliminado |           |           |           |
| Fathy Abouelrokb   | Peso abierto | –                | –       | Kenna Heffernan # | Tsukidashi | Eliminado | Eliminado | Eliminado | Eliminado | Eliminado | Eliminado | Eliminado | Eliminado | Eliminado | Eliminado | Eliminado | Eliminado | Eliminado | Eliminado | Eliminado | Eliminado | Eliminado |           |           |           |
| Ramy Belal         | Peso abierto | –                | –       | Hayato Miwa #     |            | Eliminado | Eliminado | Eliminado | Eliminado | Eliminado | Eliminado | Eliminado | Eliminado | Eliminado | Eliminado | Eliminado | Eliminado | Eliminado | Eliminado | Eliminado | Eliminado | Eliminado |           |           |           |
| Abdelrahman Elsefy | Peso abierto | Eduard Kudzoev # | Hikkake | Eliminado         | Eliminado  | Eliminado | Eliminado | Eliminado | Eliminado | Eliminado | Eliminado | Eliminado | Eliminado | Eliminado | Eliminado | Eliminado | Eliminado | Eliminado | Eliminado | Eliminado | Eliminado | Eliminado | Eliminado |           |           |
| Misbah Hossam      | Peso abierto | –                | –       | Isao Shibaoka #   |            | Eliminado | Eliminado | Eliminado | Eliminado | Eliminado | Eliminado | Eliminado | Eliminado | Eliminado | Eliminado | Eliminado | Eliminado | Eliminado | Eliminado | Eliminado | Eliminado | Eliminado | Eliminado | Eliminado | Eliminado |

## Tiro con arco
| Femenil       |                      |     |    |                  |         |           |           |           |           |           |           |           |           |           |           |
| Abishek Verma | Compuesto individual | 685 | 18 | # Colin Christie | 140:143 | Eliminada | Eliminada | Eliminada | Eliminada | Eliminada | Eliminada | Eliminada | Eliminada | Eliminada | Eliminada |